# El viñedo
El viñedo de punta de rieles es una película uruguaya de 2000, coproducida con Chile. Dirigida por Esteban Schroeder, es un drama de suspenso inspirado en hechos reales, protagonizado por Danilo Rodríguez Barilari, Liliana García, Eduardo Guerrero, Fernando Kliche y Martín Linares.

## Sinopsis
Joaquín Santi, periodista de un importante diario de Montevideo, descubre que el asesinato de un joven en un viñedo tiene connotaciones políticas, que no fue un hecho aislado, y comienza la investigación. Entre el desafío profesional y la obsesión personal por la búsqueda de justicia, comienza a investigar la extraña desaparición.

## Protagonistas
- Danilo Rodríguez Barilari (Joaquín Santi)
- Liliana García
- Eduardo Guerrero
- Fernando Kliche
- Martín Linares
- Mario Aguirre
- Sergio Pereira
- Silvia Szylkowski